# Phrurolithus minimus
Phrurolithus minimus là một loài nhện trong họ Phrurolithidae.
Loài này thuộc chi Phrurolithus. Phrurolithus minimus được Carl Ludwig Koch miêu tả năm 1839.